# سالمين الزروق
سالمين الزروق مطربة ليبية من مواليد مدينة بنغازي. بدأت الغناء منذ أوائل الثمانينيات.

## من أغانيها
| - عاهدتني (من كلمات الشاعر فرج المذبل وألحان الملحن والمطرب إبراهيم فهمي). - ونست عيني - حن علي - غيب علي (من كلمات الشاعر فرج المذبل والملحن إبراهيم أشرف). | - كيف حالكم - افرحي ياعين - معاد. - أيامنا ليالينا، غيب على ومليون كلمة (من ألحان إبراهيم أشرف). |  |